# 宗肖之介
宗 肖之介（そう しょうのすけ、1939年8月25日 - 2011年5月5日）は、日本の文芸評論家・著作家。
本名は重岡 重雄（しげおか しげお）。

## 略歴
- 長崎県佐世保市出身
- 長崎県立佐世保北高等学校卒業
- 明治大学文学部哲学科中退

## 主な解説執筆
- 清水一行『出向拒否』（光文社文庫、1992年）
- 宗田理『ぼくらの七日間戦争』（角川文庫、1985年）
- 西村京太郎『奥能登に吹く殺意の風』（カッパ・ノベルス、1994年）
- 松本清張『美しき闘争』（カドカワノベルズ、1984年）

## 著作
- 『ガンからの生還―奇跡に挑む人々』（青樹社、1977年）